# Превитали, Андреа
Андреа Превитали по прозванию «Корделиаги» (итал. Andrea Previtali, detto il Cordeliaghi,  Cordelleagi ; 1480, Брембате-ди-Сопра, Ломбардия — 1528, Бергамо, Ломбардия) — живописец итальянского Возрождения венецианской школы, ученик Джованни Беллини.

## Биография
Андреа Превитали родился в небольшом городке Брембате в провинции Бергамо, в Ломбардии, на севере Италии. Его отец — Мартино, родом из Бербенно, торговал верёвками, шнурами и иглами, отсюда родовое прозвание «Cordelle e agi» (Шнуры и верёвки). Врождённые художественные способности Андреа привели его в молодом возрасте в Венецию —один из главных художественных центров того времени. Семейное прозвание не вызывало недовольства Превитали, который подписывал свои работы: Andrea Cordellaghi или Andrea Bergomensis (Андреа из Бергамо), позднее: Andreas Privitalus.
В ранних картинах художника, в частности в портретах и пейзажах, прослеживается влияние Витторе Карпаччо, Джорджоне, Якопо Пальма Старший, художников, с которыми он познакомился во время пребывания в Венеции.
С 1510 года Превитали более не подписывал свои работы как ученик мастерской Беллини, из этого видно, что он уже считал себя самостоятельным мастером. В 1511 году Превитали вернулся в Бергамо, свой родной город, где работал отчасти под влиянием Лоренцо Лотто.
В 1524 году он написал алтарь Сан-Бенедетто для собора Сант-Алессандро (Сattedrale di Sant’Alessandro) в Бергамо (Duomo di Bergamo), который считается его самым значительным произведением.
О его личной жизни ничего не известно, нет документов, свидетельствующих о браке, нет документов о завещании. Последний документ, свидетельствующий о художнике при его жизни, датирован 26 февраля 1528 года и представляет собой акт, в котором он упоминается как поручитель родственника, находившегося в тюрьме из-за неплатёжеспособности. О смерти Превитали 7 ноября 1528 года во время эпидемии чумы в его доме возле церкви Сант-Андреа в Бергамо известно только благодаря исследованиям Франческо Тасси.

## Основные работы
- Мадонна с Младенцем и донаторами. Городской музей, Падуя;
- Мистическое обручение святой Екатерины. Церковь Сан-Джоббе, Венеция;
- Благовещение. Санктуарий Санта-Мария-Аннунциата, Витторио-Венето;
- Мадонна со святыми. Академия Каррара, Бергамо;
- Святой Бенедикт со святыми. Собор Бергамо;
- Коронование Девы. Пинакотека Брера, Милан;
- Мадонна с Младенцем и двумя ангелами. Национальная галерея, Лондон;
- Мадонна с Младенцем и святыми Иоанном Крестителем и Екатериной. Национальная галерея, Лондон;
- Мадонна с Младенцем и монахом, который молится и св. Екатериной» (Национальная галерея, Лондон);
- Мадонна с Младенцем и оливковой ветвью. Национальная галерея, Лондон;
- Спаситель Мира. Национальная галерея, Лондон;
- Христос благословляющий. Национальная галерея, Лондон;
- Портрет неизвестного. Музей Польди-Пеццоли, Милан;
- Отдых на пути в Египет. Коллекция Фарингтон, Оксфордшир, Великобритания;
- Гибель армии фараона в Красном море. Галерея Академии, Венеция;
- Рождество. Галерея Академии, Венеция;
- Святое семейство со святым Иеронимом. 1525, Епископский дворец, Брешия.

## Галерея

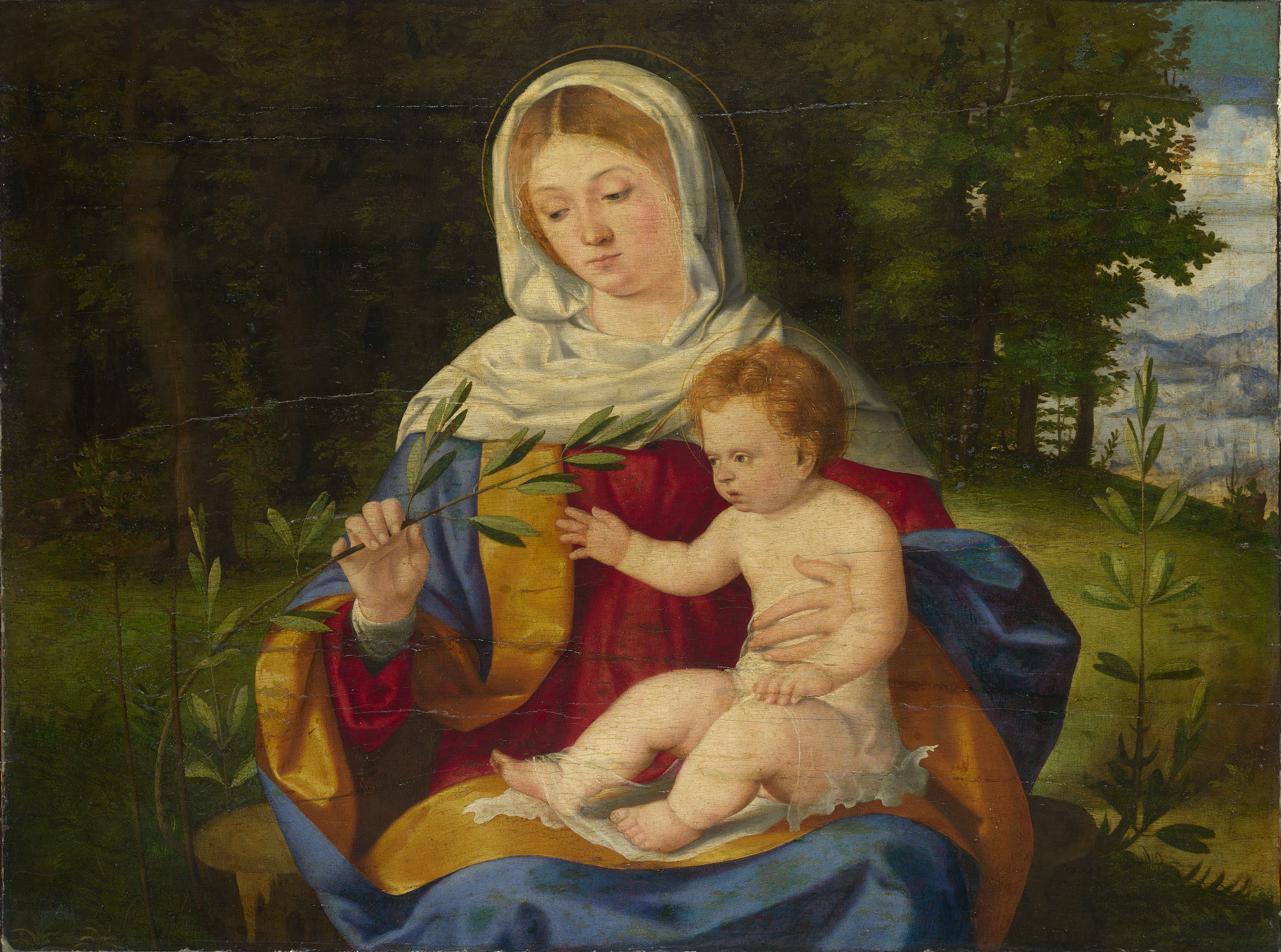
Мадонна с Младенцем и оливковой ветвью. Ок. 1515 г. Дерево, масло. Национальная галерея, Лондон
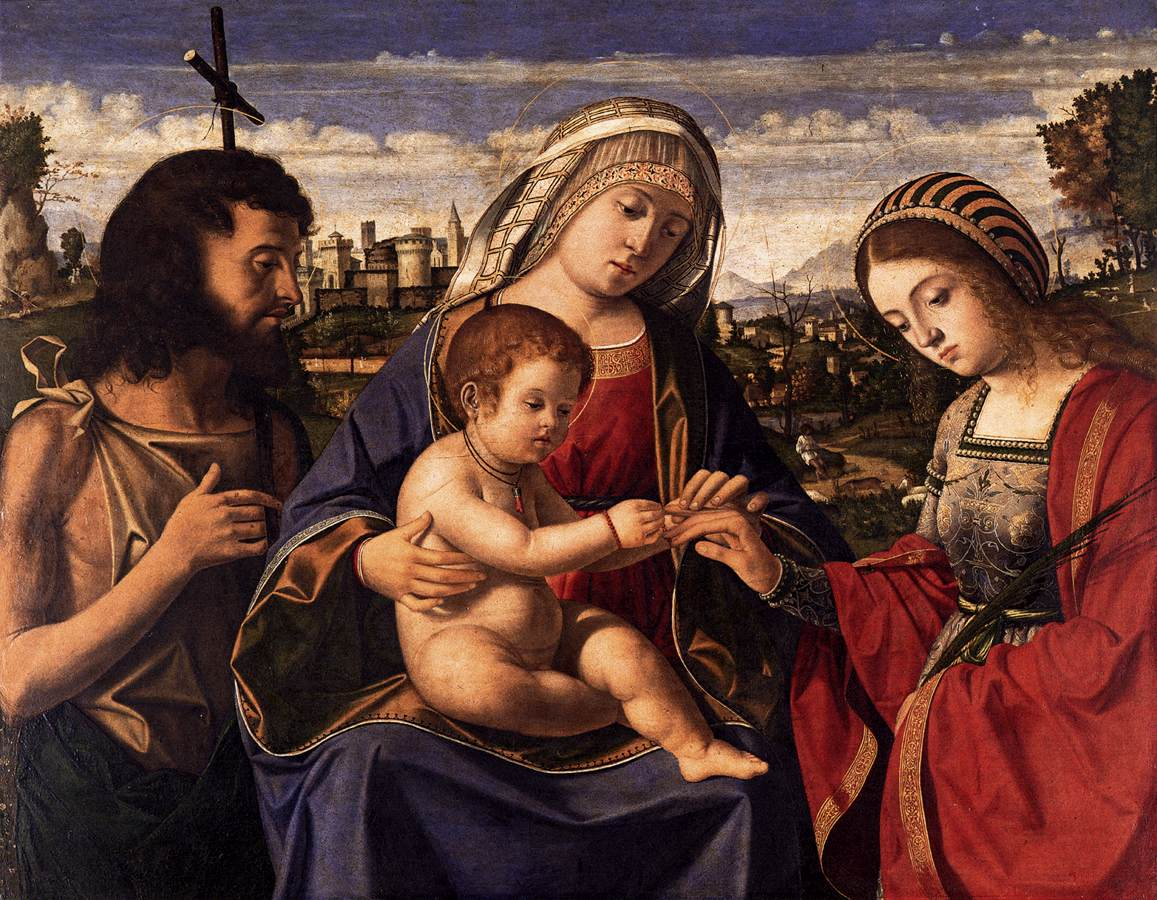
Мистическое обручение святой Екатерины. Ок. 1505 г. Дерево, масло. Церковь Сан-Джоббе, Венеция
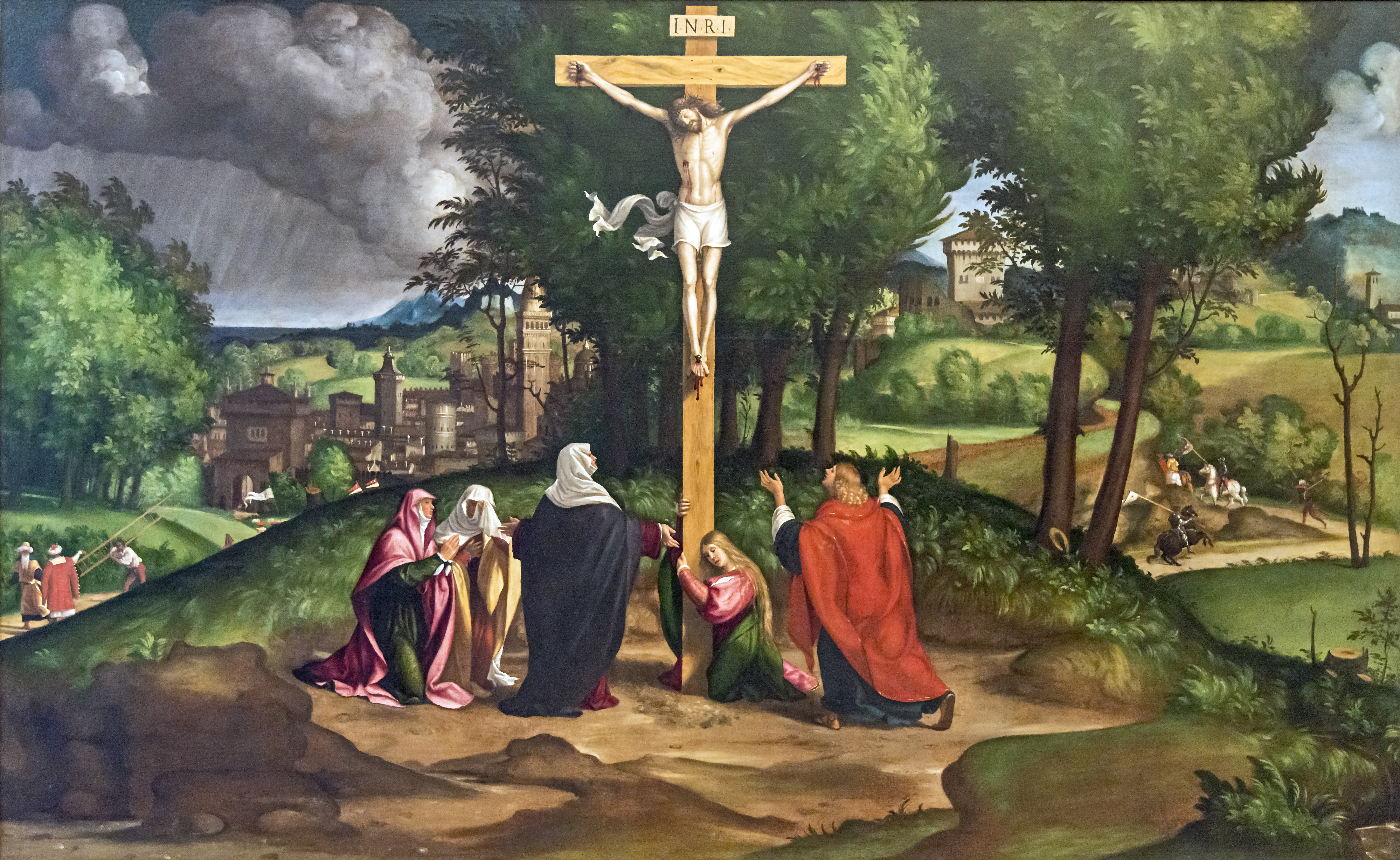
Распятие. Ок. 1520 г. Холст, масло. Галерея Академии, Венеция
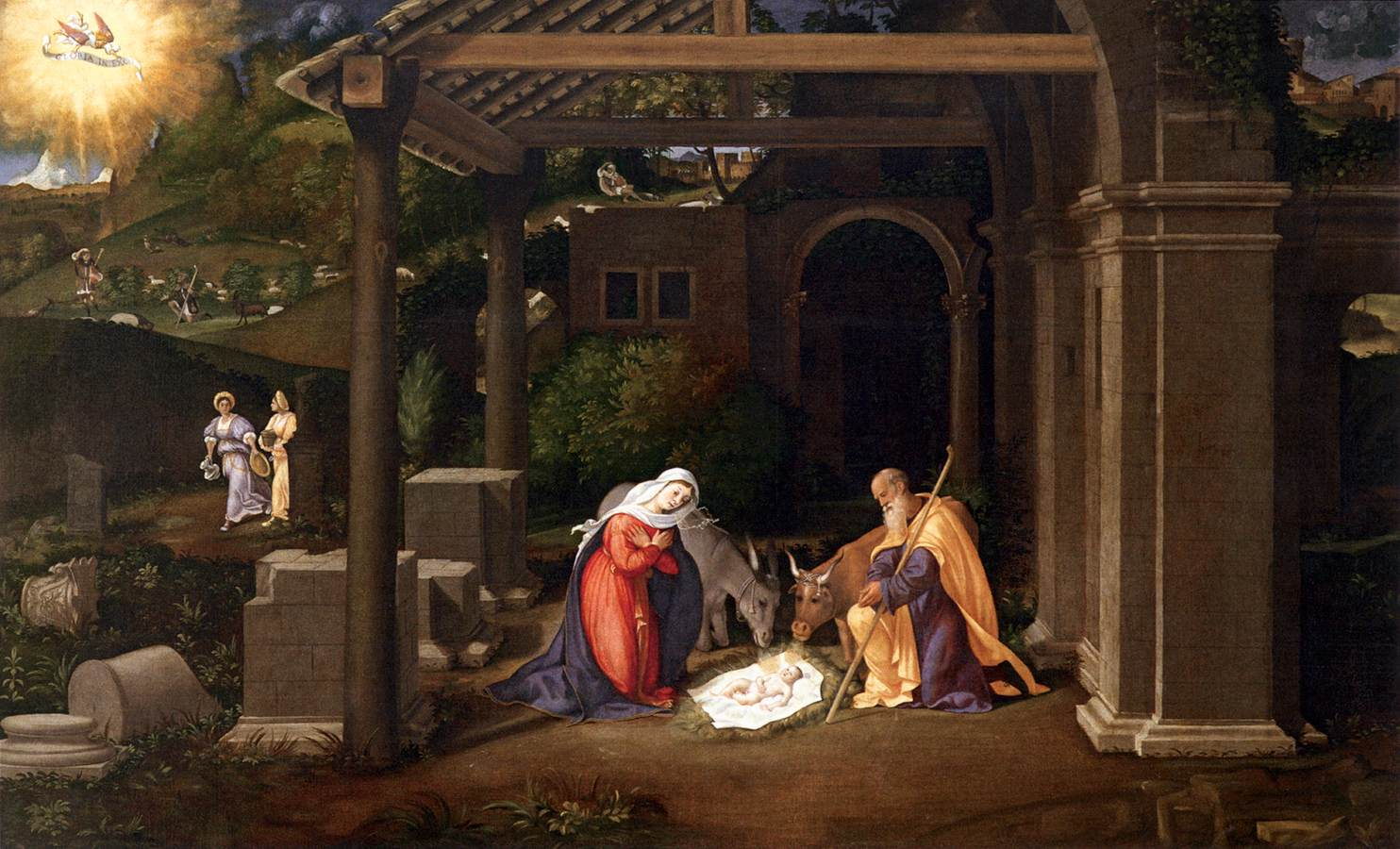
Рождество. Ок. 1520 г. Холст, масло. Галерея Академии, Венеция
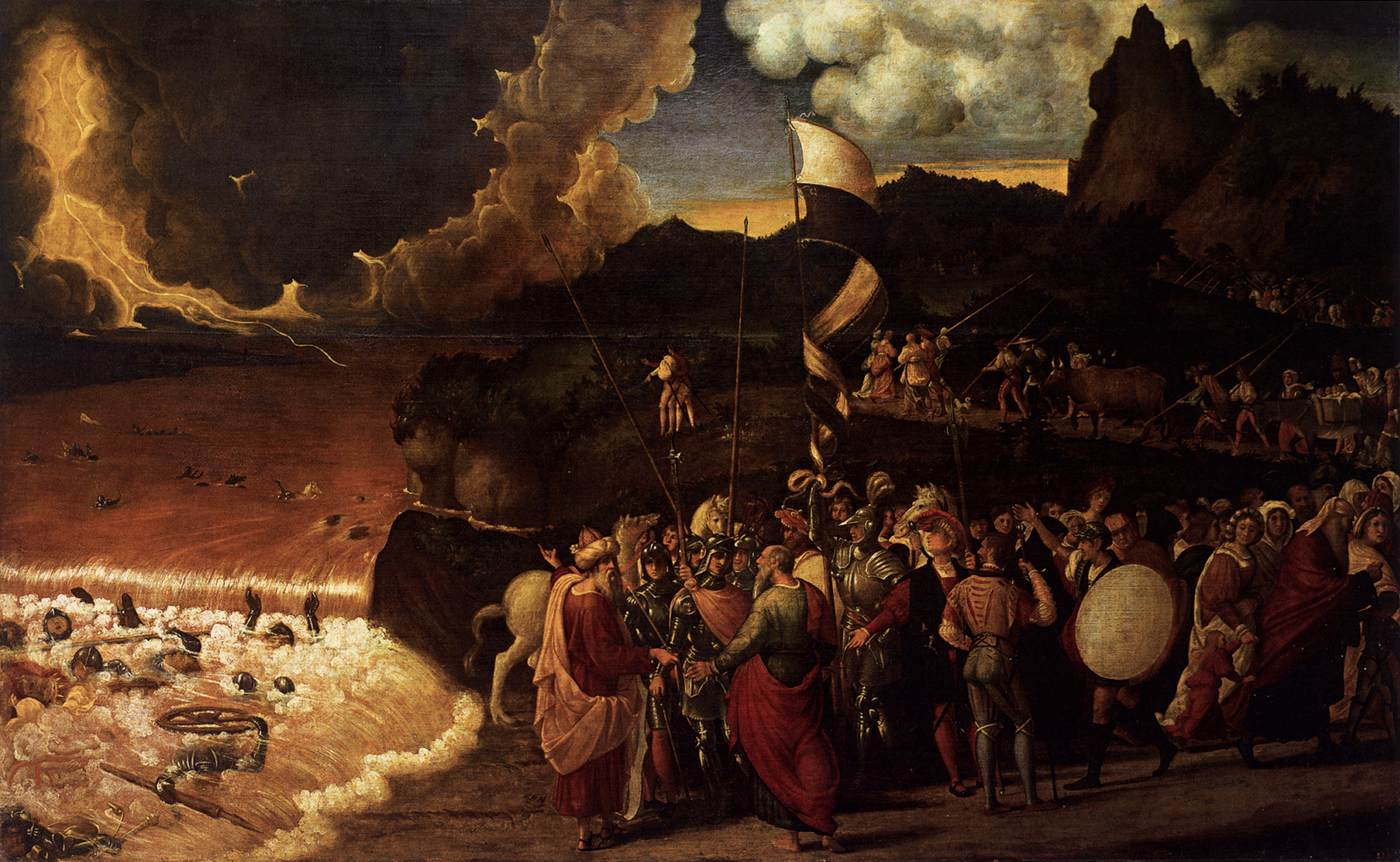
Гибель армии фараона в Красном море. Ок. 1518 г. Холст, масло. Галерея Академии, Венеция
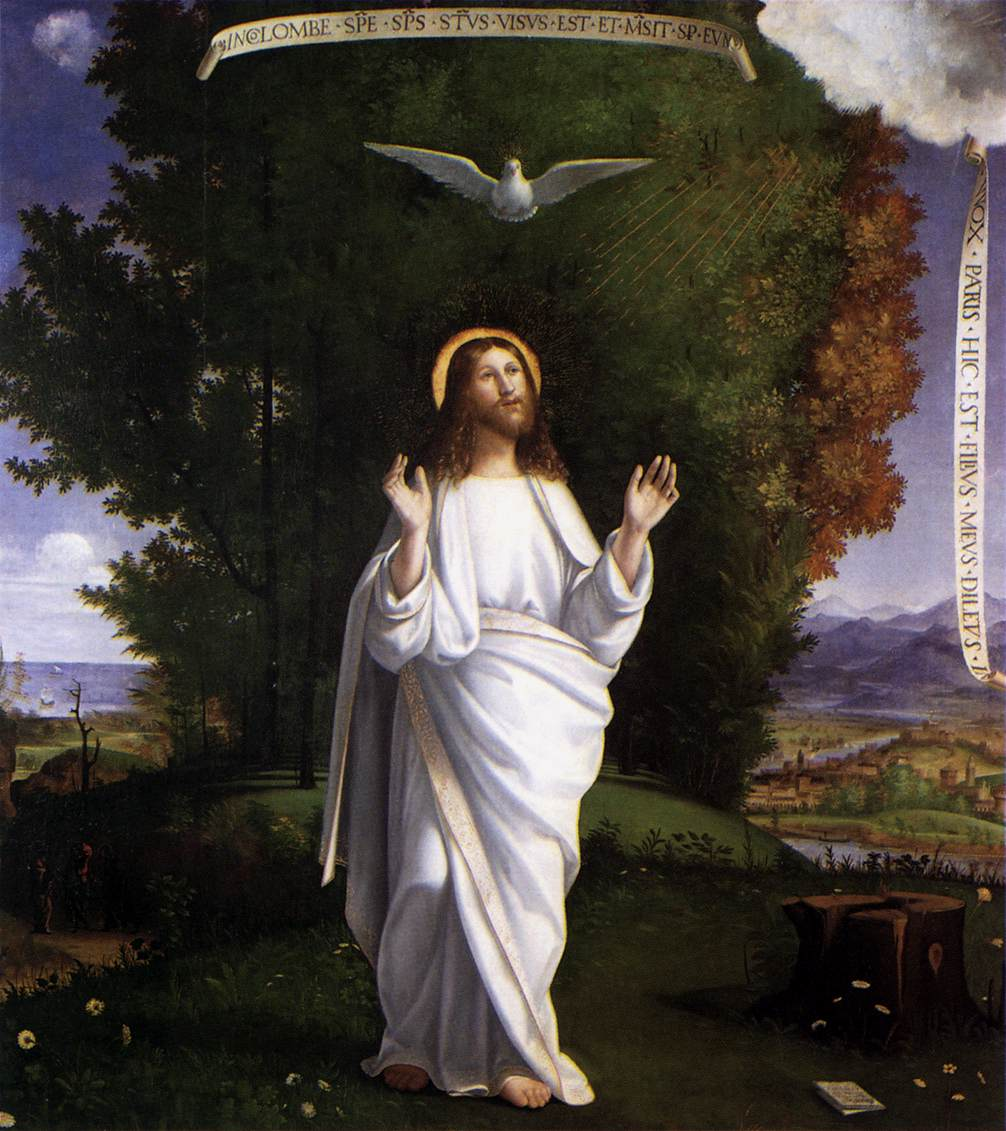
Преображение. Ок. 1520 г. Дерево, масло. Пинакотека Брера, Милан
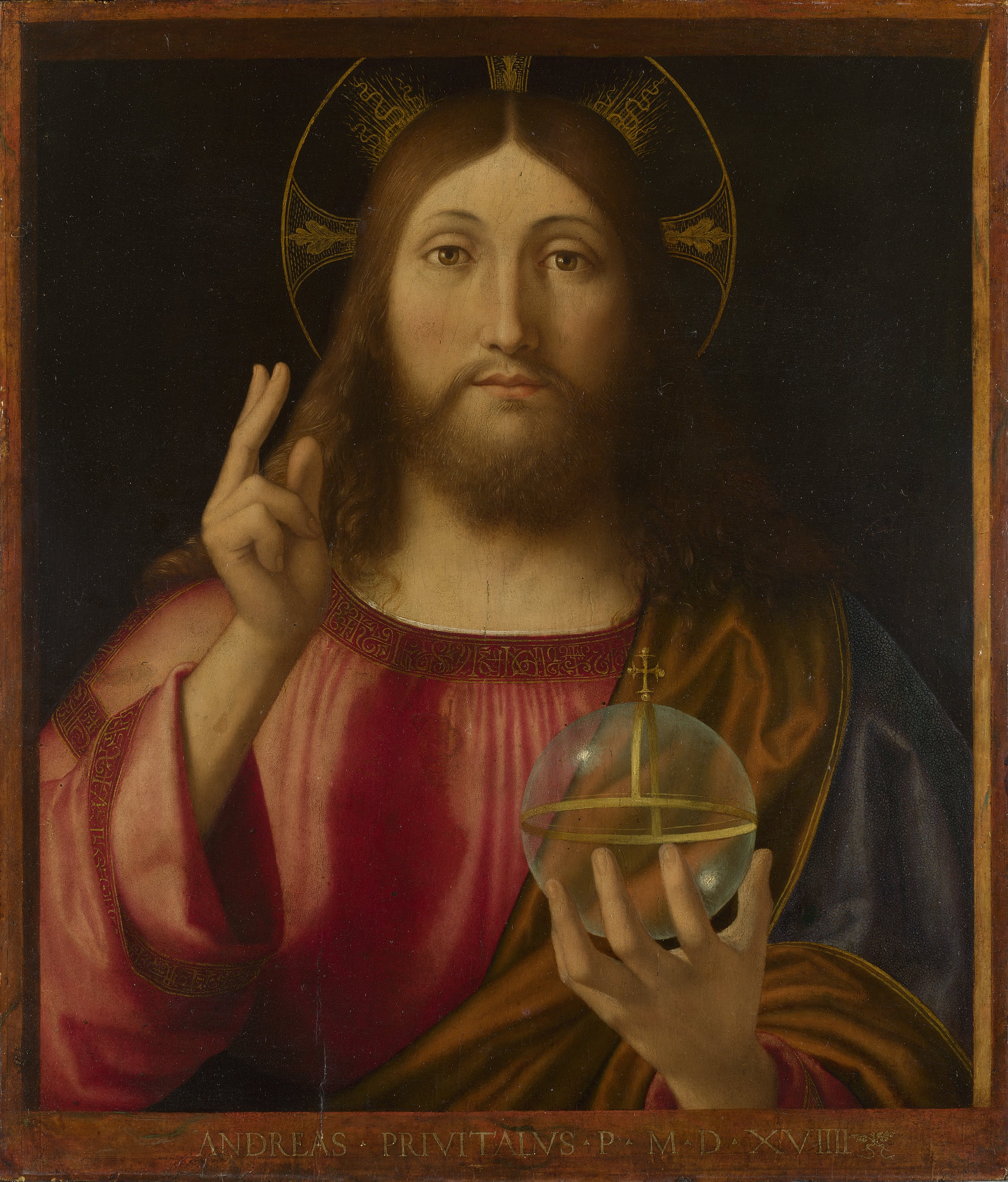
Спаситель Мира. 1519. Дерево, масло. Национальная галерея, Лондон